# قصة حب (أغنية)
قصة حب أو لاف ستوري (بالإنجليزية: Love Story)‏ أغنية كتبتها وغنتها الفنانة الأمريكية تايلور سويفت. كانت الأغنية الأغنية المنفردة الرئيسية من ألبومها جريئة.
أطلقت الأغنية في سبتمبر 2008، ووصلت إلى قمة لائحة البيلبورد لأغاني الكاونتري. كما أن الأغنية حققت المركز الرابع كأفضل مبيعات لفنانة عبر الإنترنت بعد ارقص فقط ووجه البوكر للفنانة ليدي غاغا وتيك توك لكيشا، والتاسعة بشكل عام. فبعد الإحصاء في أغسطس 2010، بيع من الأغنية 4,654,000 نسخة قانونية في الولايات المتحدة.
و حالياً تجاوزت مبيعاتها 6 ملايين نسخة، مما جعلها أكثر أغنية كانتري مبيعاً، وأيضاً أكثر أغنية كانتري (من كتابة سويفت) مبيعاً في التاريخ.

## خلفية
وصفت تايلور سويفت الأغنية بأنها عن حب يجب أن تخفيه، لأنه إذا ظهر فلن تكون النتائج جيدة، مثل قصة روميو وجولييت.
وكتبت تايلور الأغنية عندما كانت تواعد شاباً ليست شعبيته كبيرة بالمدرسة، كان وضعه معقد قليلاً لكنها لم تهتم. حيث تقول في الأغنية:This love is difficult, but it's real. (هذا الحب صعب، لكنه حقيقي.). وعندما كتبت نهاية الأغنية، كتبت نهاية قصة حب التي تتمناها كل فتاة. حيث تريد شاباً لا يهتم لرأي أحد ويقول: Marry me, Juliet, I love you, and that's all I really know. (تزوجيني جولييت، أنا أحيك، وهذا كل ما أعرفه.). كما قالت سويفت أن الشاب الذي كتبت عنه في حصان أبيض هو نفسه الشاب في قصة حب.

## الفيديو كليب
يبدأ الفيديو بتايلور وهي تشاهد شاباً جالساً تحت شجرة في الوقت الحاضر. بعدها، تتقاطع مشاهد من الحاضر مع مشاهد من الماضي البعيد. حيث تظهر سويفت مرتدية ثوب حفلات أبيض قديم، تغني خارج قلعة بينما تنتظر الشاب نفسه. كما تظهر سويفت ترقص مع الشاب خلال حفلة, وتنتهي قصة الحب بمجيء رجل أحلام سويفت بعد انتظار طويل، نعود بعد ذلك إلى الحاضر، حيث يقف الشاب ويقترب الاثنان من بعضهما.